# Encyclopaedia Metallum
Encyclopaedia Metallum: The Metal Archives — вебсайт, що містить велику базу даних про виконавців і музичні колективи напрямків важкий рок та метал. Створений канадською парою під псевдонімами Morrigan та HellBlazer у 2002 році. У каталозі міститься інформація про музичні гурти, їх учасників, дискографії, логотипи, тексти пісень, фотографії та огляди альбомів, написані зареєстрованими користувачами.
Станом на липень 2011 року енциклопедія містила інформацію про більш ніж 80 тисяч музичних гуртів, 197 тисяч альбомів та понад 1,3 мільйони пісень. На сайті зареєстровано 268 000 користувачів. З дня свого створення вебсайт лишається приватним і не містить реклами. У листопаді 2009 року вебсайт займав 26 місце в категорії «музика» в рейтингу Alexa.
В проекті Encyclopaedia Metallum діє система балів, які зареєстрований користувач може отримати за введення тієї чи іншої інформації про групи, написання оглядів тощо.

## Правила
Сайт відомий жорсткими правилами щодо груп, яких можна розмістити в енциклопедії. Так, групи, що грають нью-метал заборонені, а групи, що грають змішані жанри, такі як металкор, індастріал-метал та грайндкор, додаються тільки після перевірки адміністрацією на предмет того, чи переважають у творчості цих груп риси металу. Так, групи, які виконують металкор, рекомендується додавати тільки при виконання принципу «метала більше, ніж кора». При сумнівах пропонується взагалі відмовитися від додавання.
При цьому групи можуть бути додані, якщо в минулому вони грали метал або перейшли на нього. Але в підсумку були випадки коли «заборонені» групи були згодом розміщені на сайті, або навпаки. Для зручності учасників у правилах сайту вказується, як визначити, чи припустимо помістити інформацію про групу на сайт.